# Telvent
Telvent (cuyo nombre viene de «Telecom Ventures») empresa de tecnología de la información, con sede social en Alcobendas (Madrid), que cotizaba en el NASDAQ.

## Fundación
Desde su fundación hasta junio de 2011, Abengoa fue su accionista mayoritario. Actualmente Schneider Electric posee un 97% de esta empresa. En diciembre de 2013, Schneider Electric anuncia la escisión del negocio de consultoría IT de Telvent en una nueva empresa (Global Rosetta) y su venta al fondo alemán Aurelius AG. Posteriormente, en abril de 2016, Schneider Electric vendió su división de transporte, procedente de la antigua Telvent, a la austriaca Kapsch TraficCom.

## Producción
Se dedica, en su gran parte a la personalización de SCADAs, GIS y sistemas de tecnología de la información para la monitorización y el transporte de energía. Sus áreas de negocio son la energía, el transporte, el medio ambiente y la Administración Pública.
Su cartera de clientes está extendida a nivel mundial, pero sobre todo se concentran en España, América Latina, Estados Unidos y Canadá.
Telvent es uno de los componentes del índice de valores CleanTech por su condición de empresa completamente verde.